# Cultură
Cultura, care provine de la cuvântul latin colere, ce se traduce prin „a cultiva”/„a onora”, se referă în general la o activitate umană. Definiția dată de UNESCO consideră cultura ca „o serie de caracteristici distincte a unei societăți sau grup social în termeni spirituali, materiali, intelectuali sau emoționali”.
Cultura reprezintă o moștenire ce se transmite cu ajutorul codurilor de comunicație specifice cum sunt gesturile ori cuvintele, scrisul și artele, mass media (presa, radioul, televiziunea), media interactivă (telefonul). În același fel se transmit gesturile, ritualurile, cunoștințele teoretice, normele abstracte, religia. Cultura poate fi însușita prin diverse forme ale memoriei subiective (reflexe, cuvinte, imagini) dar și prin intermediul memoriei obiective (obiecte, peisaje,cărți, numere, reguli).
Uzul popular al cuvântului cultură în multe societăți occidentale poate reflecta chiar caracterul stratificat al acelor societăți. Mulți folosesc acest cuvânt pentru a desemna bunuri de consum ale elitelor și activități cum ar fi bucătăria, arta sau muzica. Alți folosesc eticheta de „cultură înaltă” pentru a o distinge pe aceasta de cultura „joasă”, desemnând toate bunurile de consum care nu aparțin acestei elite.

## Definiții istorice
Teoreticienii culturii din secolul al optsprezecelea și începutul secolului al 19-lea și foarte mulți dintre cei de azi identifică cultura și civilizația pe care adesea le opun naturii. Astfel oamenilor cărora le lipsesc semnele culturii înalte par adesea mai naturali și observatorii critică sau dimpotrivă apără elementele culturii înalte care ar inhiba "natura umană".
La sfârșitul secolului al XIX-lea antropologii au propus o definiție mai amplă a culturii, definiție care să poată fi aplicată mai multor tipuri de societăți. Ei au definit cultura drept natura umană și au observat că aceasta își are rădăcinile în capacitatea universal umană de a clasifica experiențele, de a le codifica și de a comunica simbolic. În consecință, societățile izolate dezvoltă culturi proprii, originale, dar componente ale diferitelor culturi locale se pot răspândi cu ușurință de la o comunitate la alta.
Noua disciplină, denumită Antropologie culturală trebuia să găsească definiții ale culturii care să poată fi utilizate atât metodologic cât și teoretic. Antropologii fac distincție între cultura materială și cea simbolică nu doar pentru că fiecare reflectă tipuri diferite de activitate umană, ci mai ales pentru că ele alcătuiesc corpusuri de date diferite care cer diferite metodologii.
Un alt mod comun de înțelegere a culturii este prin definirea acesteia în funcție de părțile ei componente: Valori (idei), Norme (comportamente), și Artefacte (lucruri, sau părți ale culturii materiale).
Valorile sunt idei despre ceea ce poate fi important în viață. Ele ghidează restul culturii. Normele sunt expectații ale comportamentului diferit al oamenilor în diferite situații. Fiecare cultură are metode diferite (sancțiuni) pentru a-și impune normele. Sancțiunile variază și ele în funcție de importanța normei. Normele cele mai importante formalizate de sancțiuni se numesc legi. Artefactele derivă din valorile culturale și din norme.
De regulă, arheologii se concentrează asupra culturii materiale, iar antropologii culturali asupra celei simbolice, cu toate că ambele grupuri sunt interesate de interacțiunea celor două domenii. În plus, antropologii înțeleg prin cultură nu doar bunuri de consum, ci și procesul de producere al acestora; ei dau un sens atât bunurilor de consum, cât și relațiilor sociale sau practice generate de acestea.
La începutul secolului al XX lea antropologii înțelegeau prin cultură nu doar un set de activități sau procese separate ci și modele, pattern-uri ale acestor produse sau activități. În plus, ei presupuneau că asemenea modele aveau granițe clare, astfel încât oamenii confundau cultura cu societatea care le producea.
În societățile mai mici în care oamenii intră în relații de vârstă, gen, familie sau grup de descendență, antropologii cred că oamenii au mai mult sau mai puțin același set de convenții și valori. De aceea, s-a folosit termenul de subcultură pentru a identifica culturile care sunt parte a unei categorii integratoare. Deoarece acestea reflectă poziția unui segment al societății față de celelalte segmente și față de întregul ei, adesea revelează procese de dominație și rezistență.

## Subiecte apropiate
Studiile culturale au apărut la sfârșitul secolului al XX-lea prin reintroducerea gândirii marxiste în sociologie și prin articularea unei teorii sociologice în domeniul criticii sau teoriei literare cu scopul de a se concentra asupra analiziei subculturilor în societățile capitaliste.
Azi antropologii și-au concentrat cercetările asupra proiectului studiilor culturale. Majoritatea resping însă identificarea culturii cu bunurile de consum și noțiunea unei culturi cu granițe, stratificată, deci implicit și pe cea de subcultură. În locul ei, se propune modelul unei rețele complexe de pattern-uri variabile, care leagă oamenii aflați în poziții diferite sau formațiile sociale aflate pe scări diferite. Potrivit acestei idei, fiecare grup își poate construi o identitate culturală proprie.
Un sistem cultural (sau mai simplu spus o cultură) poate fi considerat ca făcând parte dintr-un sistem social și este ierarhic similar unui sistem economic, politic sau legal.

## Cultura folk
Cultura folk poate fi definită ca moștenire colectivă de instituții, obiceiuri, îndemânări, îmbrăcăminte, și mod de viață a unei comunități mici, stabile, unite și de regulă rurală, numită societate folk. Ceea ce se petrece în cultura folk este controlat de tradiție. Rezistența la schimbare a acestei culturi este puternică, iar în cadrul ei sacrul predomină secularul. Lucrurile făcute acasă sau făcute de mână domină sfera uneltelor, pregătirii hranei, medicinii, povestirilor și ritualulilor. Clădirile sunt înălțate fără arhitect sau proiect, dar printr-un plan (design) comun societății locale și folosindu-se materiale de construcții și unelte disponibile pe plan local. Cultura folk nu se reduce la folclor. Acesta este de regulă definit ca literatură tradițională. El cuprinde viziuni asupra lumii, povești, basme, credințe, legende, cântece, mituri, etc. păstrate în cursul timpului relativ neschimbate și necritic de către membrii unui grup sau comunități. Cultura folk are un conținut mai larg. Ea cuprinde atât elemente tangibile (sau materiale), adică lucruri fizice, vizibile(instrumente muzicale, mobilă, unelte clădiri), cât și elemente intangibile sau non-materiare(cântece folk, povestiri, moduri de vorbire, modele de rugăciuni, viziuni despre lume, etc.).

## Cultura populară
Cultura populară este opusă culturii folk ce sugerează individualitatea, specificitatea unui grup relativ restrâns de oameni și, mai presus de orice, tradiția. Cultura populară, în contrast, implică o masă de oameni, în principal situată în mediul urban și care adoptă în mod constant și abandonează rapid modurile de comportare aflate într-o schimbare neîntreruptă, modelele și capriciile culturii materiale și non-materiale. Cultura populară se substituie și înlocuiește diferențele folk și etnice. Astfel, ea devine atât o forță nivelatoare, cât și o forță eliberatoare. Ea servește pentru a înlătura acele stiluri de viață distinctive și elementele culturilor materiale și non-materiale ce se nasc, dezvoltă și există când grupurile rămân izolate și egocentrice. Uniformitatea se substituie diferențierii și identitatea grupurilor este erodată. În același timp individul devine mai liber prin expunerea lui la o arie mult mai largă de oportunități- în îmbrăcăminte, alimente, unelte, recreație, medicină și stiluri de viață- decât au fost vreodată disponibile într-un mediu cultural controlat de alegerile restrictive și limitele impuse de obicei și izolare.(Achim Mihu, 2002, p. 86)

## Culturi ale unor țări
- Belgiană
- Braziliană
- Chineză
- Egipteană
- Franceză
- Greacă
- Indiană
- Iraniană
- Italiană
- Japoneză
- Română
- Britanică